# Vlásečnice

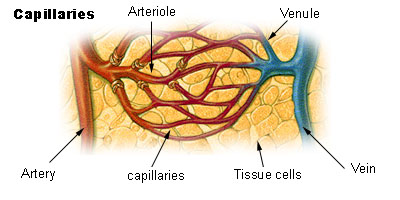
Znázornění kapilár (na obrázku označeny jako capillaries)

Vlásečnice nebo kapiláry jsou tenkostěnné a jemné cévy, které propojují tepny (arterie) a žíly (veny). Jejich průměr se pohybuje mezi 5 a 20 μm a délka kolem 0,5 mm. Krev v nich proudí rychlostí asi 0,5 mm/s. Na odstupu kapilár z tepének jsou tzv. prekapilární svěrače – svalová vlákna, která stažením uzavřou vstup krve do kapilár. Ačkoli jsou kapiláry nepatrných rozměrů, jejich celkový průřez je asi 500–800krát větší, než průřez aorty, největší tepny v lidském těle.
Stěnu kapiláry tvoří jednovrstevný epitel, skrze který prostupují látky z krve do tkání a z tkání do krve. Jedná se hlavně o dýchací plyny (kyslík, oxid uhličitý), živiny, produkty látkové přeměny a vodu. Vlásečnicemi naopak neprostupují bílkoviny, červené krvinky a krevní destičky. Vlásečnice proto tvoří hlavní funkční část krevního oběhu.
Hustota sítě kapilár v orgánu záleží na intenzitě látkové přeměny, která v něm probíhá. Celkem jich je v lidském těle asi 40 miliard s celkovou funkční plochou zhruba 1000 m2. Pokud je látková přeměna nízká, část kapilár není využita. Např. ve svalech je v klidu většina kapilár uzavřena, ale při práci se otevírají, aby byly krví dodány látky potřebné pro svalovou činnost a odstraněny zplodiny látkového metabolismu.